# سامسونگ اس‌پی‌اچ-ام۱۰۰
سامسونگ اس‌پی‌اچ-ام۱۰۰ یک‌نمونه از گوشی‌های تلفن همراه سری M شرکت سامسونگ می‌باشد  که توسط همین شرکت به بازار عرضه شده‌است.